# گوتفرید راینهارت
گوتفرید راینهارت (آلمانی: Gottfried Reinhardt; ۲۰ مارس ۱۹۱۳ – ۱۹ ژوئیهٔ ۱۹۹۴) کارگردان فیلم و تهیه‌کننده اتریشی‌تبار اهل ایالات متحده آمریکا بود. وی پسر مکس راینهارت کارگردان سینما و تئاتر بوده‌است.